# The Human Comedy
The Human Comedy is een Amerikaanse dramafilm in zwart-wit uit 1943 onder regie van Clarence Brown. De film is gebaseerd op de gelijknamige roman uit 1942 van William Saroyan.

## Verhaal
Homer Macauley is een tiener die opgroeit in een kleine stad in Californië. Zijn oudere broer Marcus vecht aan het front en zijn moeder Katie, een weduwe, heeft geen inkomen. Om die reden werkt hij als bezorger van telegrammen en zorgt hij voor zijn moeder en jongere broertje. Voor zijn baan moet hij mensen informeren dat hun geliefdes zijn overleden. Hij heeft het hier zwaar mee en ontdekt dat hij in een korte periode steeds volwassener aan het worden is. Dit wordt gepaard met een eenzaamheid, waar hij enkel zijn moeder over vertelt. Ondertussen beleeft Homer verscheidene dingen op school waar alle tieners mee te kampen hebben.
Een ander verhaallijn gaat over Tom Spangler, een nuchtere jongeman die met tegenzin de ouders van zijn vriendin Diana Steed ontmoet. Hij vreest dat zijn ouders hem niet zullen goedkeuren, maar Diana verzekert hem dat ze hem met open armen zullen ontvangen. Aan de andere kant van de stad ontmoet Homers jongere zus Bess, samen met haar vriendin en Marcus' verloofde Mary, een groep soldaten. Terwijl zij de jongemannen vergezellen, inspireert Marcus zijn mede-soldaat Tobey George om na de oorlog ook in de kleine stad te vestigen. Vervolgens schrijft hij een brief aan Homer, waarin hij toegeeft dat hij binnenkort uitgezonden zal worden en mogelijk niet zal terugkeren.
Er gaan enkele maanden voorbij. Tom is inmiddels getrouwd met Diana en meldt zich aan bij het leger. Hoewel ze zwanger is en al zijn hulp nodig heeft, steunt ze haar man in zijn keuze. Ondertussen is Homer getuige van het overlijden van zijn vriendelijke baas Willie Grogan, die in bijzijn van hem, Bess, Mary en zijn kleine broer Ulysses bezwijkt aan een hartaanval. Tijdens het verwerken van dit tragische nieuws wordt de familie verrast door de komst van Tobey, die met open armen wordt ontvangen.

## Rolverdeling
| Acteur                 | Personage                 | Foto |
| ---------------------- | ------------------------- | ---- |
| Mickey Rooney          | Homer Macauley            |      |
| Frank Morgan           | Willie Grogan             |      |
| James Craig            | Tom Spangler              |      |
| Marsha Hunt            | Diana Steed               |      |
| Fay Bainter            | Mevrouw Katie Macauley    |      |
| Ray Collins            | Geest van meneer Macauley |      |
| Van Johnson            | Marcus Macauley           |      |
| Donna Reed             | Bess Macauley             |      |
| Jackie 'Butch' Jenkins | Ulysses Macauley          |      |
| Dorothy Morris         | Mary                      |      |
| John Craven            | Toby George               |      |
| Barry Nelson           | Norman                    |      |
| Robert Mitchum         | Quentin Gilford           |      |

## Achtergrond
Destijds was William Saroyan een bekende schrijver en toen hij het verhaal The Human Comedy publiceerde, kwamen al snel plannen van een verfilming. Saroyan wilde de film dolgraag regisseren, maar producent Louis B. Mayer twijfelde of hij dit aan zou kunnen. Hij liet hem een korte film opnemen om zijn regiebekwaamheden tentoon te stellen, maar hij viel niet in de smaak. Clarence Brown werd in juli 1942 aangesteld als regisseur.
Aanvankelijk zouden Gene Kelly, Lionel Barrymore, Spring Byington en Keenan Wynn een rol vertolken in de film, maar ze werden uiteindelijk allemaal vervangen. De film werd overwegend positief ontvangen. De pers en het publiek reageerden vooral positief op het sentiment. Een recensent van The Hollywood Reporter noemde het 'de mooiste film ooit gezien'. Het werd uiteindelijk Mayers favoriete film. Daarnaast werd Jackie 'Butch' Jenkins, naar aanleiding van de film, onmiddellijk een kindster.

## Prijzen en nominaties
| Jaar | Prijs          | Categorie              | Genomineerde(n)     | Uitslag     |
| ---- | -------------- | ---------------------- | ------------------- | ----------- |
| 1944 | Academy Awards | Beste Originele Script | William Saroyan     | Gewonnen    |
| 1944 | Academy Awards | Beste Film             | The Human Comedy    | Genomineerd |
| 1944 | Academy Awards | Beste Regisseur        | Clarence Brown      | Genomineerd |
| 1944 | Academy Awards | Beste Acteur           | Mickey Rooney       | Genomineerd |
| 1944 | Academy Awards | Beste Cinematografie   | Harry Stradling Sr. | Genomineerd |